# Чигрин, Григорий Матвеевич
Григорий Матвеевич Чигрин (1916—1960) — майор Советской Армии, участник Великой Отечественной войны, Герой Советского Союза (1945).

## Биография
Григорий Чигрин родился 21 января 1916 года в станице Старонижестеблиевская (ныне — Красноармейский район Краснодарского края). Окончил педтехникум. В 1939 году Чигрин был призван на службу в Рабоче-крестьянскую Красную Армию. В 1941 году он окончил Киевское артиллерийское училище. С ноября того же года — на фронтах Великой Отечественной войны.
К апрелю 1945 года капитан Григорий Чигрин командовал батареей 530-го истребительно-противотанкового артиллерийского полка 28-й армии 1-го Украинского фронта. Отличился во время боёв в Германии. В конце апреля 1945 года батарея Чигрина в течение двух дней отражала ожесточённые немецкие контратаки. 30 апреля 1945 года в бою у деревни Куммерсдорф к югу от Берлина она разгромила колонну немецких войск, уничтожив 2 танка, 5 штурмовых орудий, 5 бронетранспортёров и взяв в плен 70 солдат и офицеров противника.
Указом Президиума Верховного Совета СССР от 27 июня 1945 года капитан Григорий Чигрин был удостоен высокого звания Героя Советского Союза с вручением ордена Ленина и медали «Золотая Звезда».
После окончания войны Чигрин продолжил службу в Советской Армии. В 1958 году в звании майора он был уволен в запас. Проживал и работал в Липецке. Скоропостижно скончался 17 декабря 1960 года.
Был также награждён орденами Отечественной войны 1-й и 2-й степеней, рядом медалей.
В честь Чигрина названа улица в его родной станице.
В честь Чигрина была названа Школа №15 в его родной станице